# Bakovići (Kolašin)
Pour les articles homonymes, voir Bakovići.
Bakovići (en serbe cyrillique : Баковићи) est un village du centre du Monténégro, dans la municipalité de Kolašin.

## Démographie

### Évolution historique de la population
| 1948 | 1953 | 1961 | 1971 | 1981 | 1991 | 2003 |
| ---- | ---- | ---- | ---- | ---- | ---- | ---- |
| 90   | 109  | 101  | 78   | 101  | 111  | 118  |